# Čornomorsk
Čornomorsk (ukrajinsky Чорноморськ; před 2016 Illičivsk (ukrajinsky Іллічівськ) je město v Oděské oblasti na Ukrajině. Jedná se o přístavní město, které leží na pobřeží Černého moře zhruba 20 kilometrů na jihozápad od Oděsy. V roce 2014 žilo v Čornomorsku 59 817 obyvatel, v roce 2022 již jen 57 983.
Město vzniklo kolem přístavu postaveného v roce 1958 a městem se stalo v roce 1973.